# Too Weird to Live, Too Rare to Die!
Albums de Panic! at the Disco
Vices and Virtues
(2011) Death of a Bachelor
(2016)
Too Weird to Live, Too Rare to Die! est le quatrième album studio de la formation musicale américaine Panic! at the Disco. Il est sorti le 8 octobre 2013 sur les labels Decaydance et Fueled by Ramen.
De cet album sont extraits trois singles : Miss Jackson sorti le 15 juillet 2013, This Is Gospel sorti le 12 août 2013 et Girls/Girls/Boys sorti le 7 octobre 2013.

## Performances commerciales
Aux États-Unis, l'album a fait ses débuts au Billboard 200 à la deuxième place du classement du 26 octobre 2013, avec 84 000 exemplaires vendus. Au cours de sa deuxième semaine de vente, l'album a perdu 17 places, passant de la deuxième à la 19e place. Après 108 semaines de classement au Billboard 200, l'album a chuté.
Les Golden Knights de Vegas, de la Ligue nationale de hockey (LNH), utilisent l'une des chansons de l'album, « Vegas Lights », comme célébration de but depuis leurs débuts en 2017.

## Pistes de l'album
| 1.    | This Is Gospel        | Brendon/Urie/Dallon Weekes/Jacob Sinclair                              | 3:07 |
| 2.    | Miss Jackson          | Urie/Butch Walker/Jake Sinclair/Amir Salem/Lauren Pritchard/Alex Goose | 3:12 |
| 3.    | Vegas Lights          | Urie/Weekes/Walker                                                     | 3:10 |
| 4.    | Girl That You Love    | Urie/Weekes                                                            | 3:09 |
| 5.    | Nicotine              | Urie/Weekes/Salem                                                      | 3:06 |
| 6.    | Girls/Girls/Boys      | Urie                                                                   | 3:26 |
| 7.    | Casual Affair         | Urie                                                                   | 3:17 |
| 8.    | Far Too Young to Die  | Urie/Weekes                                                            | 3:17 |
| 9.    | Collar Full           | Urie/Weekes                                                            | 3:18 |
| 10.   | The End of All Things | Urie                                                                   | 3:30 |
| 32:32 |                       |                                                                        |      |